# Hotel Imperial (Opatija)
Koordinaten: 45° 20′ 4,5″ N, 14° 18′ 20″ O
Das Hotel Imperial ist ein denkmalgeschütztes Großhotel der Gründerzeit im kroatischen Seebad Opatija (bis 1947 Abbazia).
Angesichts des großen Erfolges des 1884 eröffneten Hotel Quarnero begann die österreichische Südbahngesellschaft sofort mit dem Bau eines weiteren Großhotels in dem von ihr entwickelten Kurort Abbazia. Architekt war wie im Falle des Quarnero Franz Wilhelm. 1885 öffnete das heutige Hotel Imperial unter dem Namen „Hotel Kronprinzessin Stephanie“ seine Pforten. Auch die weitere politische Geschichte der Region ist an den wechselnden Namen ablesbar. Während der italienischen Periode hieß es „Regina Elena“ nach der Gemahlin Viktor Emanuels III., 1945–48 Hotel „Moskau“, nach dem Bruch Titos mit Stalin hieß es Hotel „Central“, ab 1966 „Imperial“.
Das Imperial galt im ausgehenden 19. Jahrhundert mit dem Kvarner als führendes Haus Abbazias und beherbergte Monarchen und Staatsmänner. Heute hat es mit ähnlichen Problemen zu kämpfen wie das Kvarner (ursprünglich Quarnero) und versucht sich als Kongresshotel zu positionieren. Bemerkenswert ist der prachtvolle „Goldene Saal“.